# Lithosia formosicola
Lithosia formosicola là một loài bướm đêm thuộc phân họ Arctiinae, họ Erebidae.